# Kraina Boga
 Kraina Boga (org. God's Country) – amerykański film familijny z 2012 roku.

## Treść
Młoda finansistka Meghan Doherty (Jenn Gotzon) jest tak pochłonięta pracą i karierą, że zaniedbuje kontakty ze znajomymi i rodziną. Pewnego dnia dostaje od przełożonego zlecenie. Zgodnie z nim ma przejąć działkę należącą do Edena Grahama (Michael Toland), "Krainę Boga". Kobieta rusza na miejsce. Spędza tam kilka dni w otoczeniu przyjaznych i serdecznych ludzi. Pobyt tam zmienia jej podejście do życia.

## Obsada[1]
- Jenn Gotzon - Meghan Doherty
- Michael Toland - Eden Graham
- Gib Gerard - Jake Graham
- Daniel Hugh Kelly - pan Whitaker
- Todd Duffey - Adam
- Suzanne Ford - Emma Doherty
- Gonzalo Menendez - pastor Tinsley